# Mandi Angin Jaya
Mandi Angin Jaya is een bestuurslaag in het regentschap Muko-Muko van de provincie Bengkulu, Indonesië. Mandi Angin Jaya telt 644 inwoners (volkstelling 2010).